# 横浜市瀬谷公会堂
横浜市瀬谷公会堂（よこはましせやこうかいどう）は、神奈川県横浜市瀬谷区二ツ橋町にある集会施設。瀬谷区総合庁舎合築。指定管理者はグリーンファシリティーズ瀬谷株式会社。

## 概要

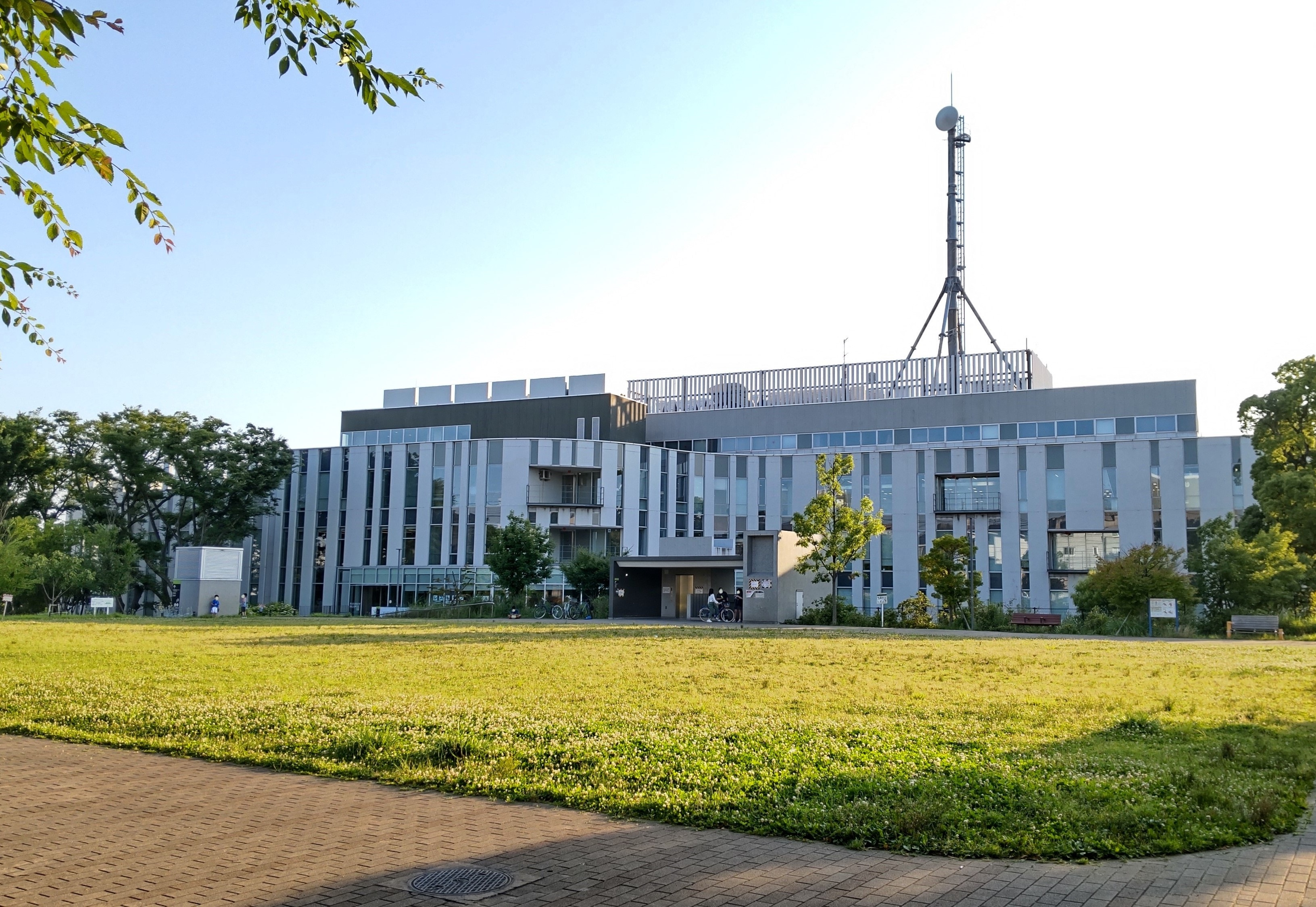
瀬谷区総合庁舎（2024年撮影）建物の左側が瀬谷区公会堂

1971年5月、瀬谷区庁舎とともに竣工。同年7月、こけら落とし公演として合同芸能祭が行われた。当時は正面から見て左手に瀬谷区役所と瀬谷消防署、右手に瀬谷公会堂、奥側に二ツ橋公園という配置であった。
施設の老朽化にともない、2010年1月よりPFI（Private Finance Initiative）法に基づく事業方式を採用し、庁舎エリア一帯の再整備事業が行われた。
再整備事業では閉鎖期間を避けるため、まず旧二ツ橋公園の敷地に新公会堂を建設し、旧公会堂を解体。次いで旧公会堂があった場所に新区役所と新消防署を建設し、3つを統合して総合庁舎とした。最後に旧区役所と旧消防署を取り壊し、跡地に二ツ橋公園（および地下駐車場）を整備した。完成後は正面から見て右手に総合庁舎（消防署・区役所・公会堂）、左手に二ツ橋公園という配置に変わった。
新公会堂は10カ月の工期で完成し、2010年11月3日リニューアルオープンした。当日は地元の音楽家団体「インダ・プトゥリ」による竹楽器の演奏などのイベントが行われた。旧公会堂は10月24日に最後の公演を行ってから解体された。
新施設のコンセプトは森の公会堂。中核施設の講堂（506席）は永田音響設計（東京都）が設計に携わり、講演会や集会のほか、演奏会やカラオケ大会などにも利用されている。コロナ禍以前の2019年の稼働率は90%を超えていた。また、併設する会議室や和室、練習室などの貸出しも行っている。
2019年9月、瀬谷区制施行50周年記念事業の一環として、瀬谷公会堂でテレビ番組『開運!なんでも鑑定団』の出張鑑定収録が行われた（11月19日放送）。

## 施設
- 講堂
  - 舞台間口：10.8 m（通常舞台）、14.5 m（反響板使用時）[7]
  - 舞台奥行：9 m[7]
  - 舞台高さ：7.8 m[7]
  - 常設ビアノ：ヤマハ・CF フルコンサート仕様 88鍵（旧公会堂より移設）
  - 観客席：506席（一般席492 (固定434+可動58)、車椅子席8、親子席2）[8]
- 楽屋
  - 楽屋1（約27 ㎡ 定員12名）、楽屋2（約20 ㎡ 定員12名）[8]

- 会議室
  - 会議室1（約29 ㎡ 定員18名）、会議室2（約27 ㎡ 定員18名）、会議室3（約27 ㎡ 定員18名）[8]

- 和室
  - 約16 ㎡、定員15名[8]

- 練習室（リハーサル室）
  - 練習室1（約25㎡ 定員15名 壁面半分鏡張り・レッスンバー付）[8]
  - 練習室2（約28㎡ 定員15名 アップライトピアノ・姿見付）[8]

ほか1階ロビー、2階ホワイエ

## 利用案内
- 開館時間：9時 - 22時
- 休館日
  - 毎月第3月曜日（祝日の場合はその翌日）
  - 年末年始（12月29日 - 1月3日）

## アクセス
- 横浜市瀬谷区二ツ橋町190 瀬谷区総合庁舎 1・2階
- 相鉄本線三ツ境駅より徒歩10分
  - 三ツ境駅改札口を出て厚木街道を大和・厚木方面へ西進、瀬谷警察署横の「瀬谷区総合庁舎入口」信号を左折[9]。
- 総合庁舎の地下有料駐車場（104台）を利用可